# Raión de Sinélnikove
Raión de Sinélnikove (en ucraniano: Синельниківський район) es un raión o distrito de Ucrania en el óblast de Dnipropetrovsk. 
Comprende una superficie de 6620 km².
La capital es la ciudad de Sinélnikove.

## Demografía
Según estimación 2010 contaba con una población total de 39203 habitantes.

## Otros datos
El código KOATUU fue 1224800000. El código postal 52510 y el prefijo telefónico +380 5663.